# Székely Aladár
Székely Aladár, született Bleier Aladár Áron, Bleyer Aladár (Békésgyula, 1870. március 5. – Budapest, 1940. szeptember 27.) fényképész.

## Életútja
Bleier Adolf és Rosenberg Magdolna gyermekeként született izraelita családban. A szakmát hivatásos fényképészektől tanulta, először a Dunky fivéreknél Kolozsvárott, később pedig Budapesten. Az 1890-es évek Mertens Edénél volt inas Rónai Dénessel, unokaöccsével együtt. Gyulán és Orosházán dolgozott az 1890-es években, majd a századfordulón Budapestre, a Mária Terézia tér (ma Horváth Mihály tér) 1. szám alá helyezte át műtermét. 
1908-ban elsőként nyitott utcára nyíló kirakatos műtermet, a József körút 62-ben. 1910-ben az Andrássy út 29. szám társtulajdonosa volt, egyidejűleg másik két műtermét is működtette. Az 1910-es évek elejétől a Váci utca 18. szám alatt is dolgozott. Fotókat készített Karácsonyi János Békésmegye története (Gyula, 1896) című monográfiájához. 
Magyarországon a fotóművészeti realizmus első jelentős képviselője volt. Nevezetesek a 20. század elején készült portréi, melyek a magyar művészeti élet kiemelkedő alakjait ábrázolják. Ezek a fotók a Írók és művészek című albumában (Bp., 1914) jelentek meg. A Nyugat írógárdájának tagjait is fotózta, többek között Rippl-Rónait, Bartók Bélát, Eötvös Lorándot. Albumához Ady Endre és Ignotus írtak előszót.
Ady különösen nagyra becsülte művészetét, Székely számos mell- és egész alakos képet készített róla. Ady halálát követően adta ki azt az albumot, amelyben hét eredeti Ady-arckép található, és amelyhez Móricz Zsigmond írt előszót. Gyula városa 1966-ban alapította meg a Székely Aladár-emlékdíjat.
Házastársa Spiller Adolf és Weisz Hanna lánya, Irén volt, akivel 1904. május 27-én Budapesten, az Erzsébetvárosban kötött házasságot.

## Kötetei
- Székely Aladár fényképei. Írók és művészek (Ady Endre és Ignotus előszavával), Budapest, é. n. [1914 k.]
- Ady (Székely Aladár eredeti fényképei Móricz Zsigmond előszavával), Budapest, Székely Aladár fényképészeti műterme kiadása, é. n. [1926 k.].[7]